# Řád za zásluhy v diplomatických službách
Řád za zásluhy v diplomatických službách (korejsky 수교훈장) je státní vyznamenání Korejské republiky založené roku 1963.

## Historie a pravidla udílení
Řád je udílen prezidentem Jižní Koreje za vynikající záslužné služby v zájmu zvýšení národní prestiže a za podporu přátelství s jinými zeměmi. Založen byl dne 25. července 1963. Jeho status byl upraven v roce 1967 a znovu v roce 1973.

## Insignie

### 1963–1967
Řádový odznak měl tvar trojramenného kříže pokrytého bílým smaltem s rozvětvenými konci zakončenými kuličkami. Položen byl na šesticípé hvězdě tvořené pyramidálně uspořádanými paprsky. Mezi paprsky kříže byly dvě zkřížené zeleně smaltované větvě z vavřínu a švestky s bíle smaltovaným květem. Uprostřed byl kulatý medailon se symbolem jin a jang. Ke stuze byl odznak připojen jednoduchým kroužkem.
Řádová hvězda byla šesticípá s řádovým odznakem položeným uprostřed.
Stuha byla tyrkysová s karmínovými pruhy lemujícími oba okraje a bílými pruhy uprostřed. Jejich šířka a počet závisel na třídě řádu.

### Od roku 1967
Řádový odznak má tvar červeně smaltovaného čtyřcípého kříže s rozdvojenými konci. Ramena jsou zlatě lemována. Po stranách k nim přiléhají bíle smaltované paprsky, které jsou poloviční než paprsky hlavní. Mezi rameny kříže jsou zlaté shluky paprsků. Uprostřed kříže je tradiční korejský symbol jin a jang, který je uvnitř ozdobného rámu zdobeného osmi drahokamy. Ke stuze je odznak připojen pomocí přechodového prvku ve tvaru dvou zkřížených palmových větví položených na vavřínovém věnci.
Řádová hvězda je stejná jako řádový odznak, je však větší.
Stuha je růžová s hnědými pruhy, jejichž počet a umístění závisí na třídě řádu.

## Třídy
Řád je udílen v pěti třídách. Nejvyšší třída je ještě rozdělena do dvou podtříd.
- I. vyšší třída medaile velká Gwanghwa – Řádový odznak se nosí na stuze spadající z ramene na protilehlý bok. Řádová hvězda se nosí nalevo na hrudi.
- I. nižší třída medaile Gwanghwa – Řádový odznak se nosí na stuze spadající z ramene na protilehlý bok. Řádová hvězda se nosí nalevo na hrudi.
- II. třída medaile Heungin – Řádový odznak se nosí na stuze spadající z ramene na protilehlý bok. Řádová hvězda se nosí nalevo na hrudi.
- III. třída medaile Sungnye – Řádový odznak se nosí na stuze kolem krku. Řádová hvězda této třídě již nenáleží.
- IV. třída medaile Changui – Řádový odznak se nosí na stužce s rozetou nalevo na hrudi.
- V. třída medaile Sukjeong – Řádový odznak se nosí nalevo na hrudi na stužce bez rozety.

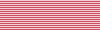
I. vyšší třída
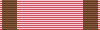
I. nižší třída
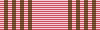
II. třída
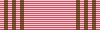
III. třída
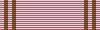
IV. třída
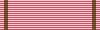
V. třída